# Sima Wali
Sima Wali (7 avril 1951 - 22 septembre 2017) est une défenseuse afghane des droits humains, militante pour les libertés et l'autonomisation des populations réfugiées et déplacées à l'intérieur du pays. Elle était directrice générale de Refugee Women in Development (RefWID), une organisation mondiale à but non lucratif qui défend les droits civils des femmes réfugiées fuyant les conflits et soutient leur réintégration équitable dans la société. Elle a également été vice-présidente du Sisterhood Is Global Institute (en).
Wali déclare que son expérience personnelle en tant que réfugiée de la guerre d'Afghanistan a inspiré son combat pour les droits humains des populations déracinées.
Elle prononce le discours d'ouverture lors de la célébration par les Nations unies de la Journée internationale des femmes en 2002, s'exprimant aux côtés du secrétaire général de l'ONU Kofi Annan, de la première dame Laura Bush et de la reine Noor de Jordanie.

## Carrière
En 2001, Sima Wali est l'une des trois seules femmes déléguées aux accords de Bonn, qui ont formé un nouveau gouvernement afghan après la chute des talibans. Elle représente la délégation du roi Mohammed Zahir Shah à Rome.
Lors de la conférence, Wali joue un rôle central dans la création du ministère des Affaires féminines, insistant pour que ses homologues masculins incluent le ministère dans la nouvelle administration. Elle est nommée pour diriger ce ministère, mais refuse la proposition afin de se concentrer sur son activisme international. Wali recommande Sima Samar pour le poste de ministre des Affaires féminines, sélectionne d'autres femmes pour servir dans le gouvernement intérimaire et veille à ce qu'un langage inclusif des femmes soit utilisé dans l'accord de paix.
La même année, Wali organise le Sommet des femmes afghanes pour la démocratie à Bruxelles. Le sommet est organisé avec l'aide d'Égalité Maintenant, du Fonds de développement des Nations unies pour la femme, de l'ONU, ainsi que d'une coalition d'organisations de femmes.
En juin 2003, Wali et Ritu Sharma, la cofondatrice et directrice exécutive de Women's Edge, lancent une mission de défense des droits humains en Afghanistan. Wali visite son pays natal ainsi que des camps de réfugiés afghans au Pakistan, où elle dirige des dizaines de séminaires de formation et d'autonomisation pour les femmes.
Dans les années 1990, Wali joue un rôle important en soutenant le développement des ONG en Bosnie et en Croatie pendant la guerre de Yougoslavie.
Elle joue un rôle clé dans la création du Conseil politique sur les femmes afghanes, une coalition d'organisations non gouvernementales qui travaille à faire progresser le statut des femmes en Afghanistan et à garantir que les femmes y soient des bénéficiaires égales des fonds américains d'aide au développement.
Alors qu'elle est à Jalalabad en 2005 pour parler de la place des femmes dans la démocratie, Wali échappe à une tentative d'assassinat par des talibans, Al-Qaïda et des militants pakistanais.

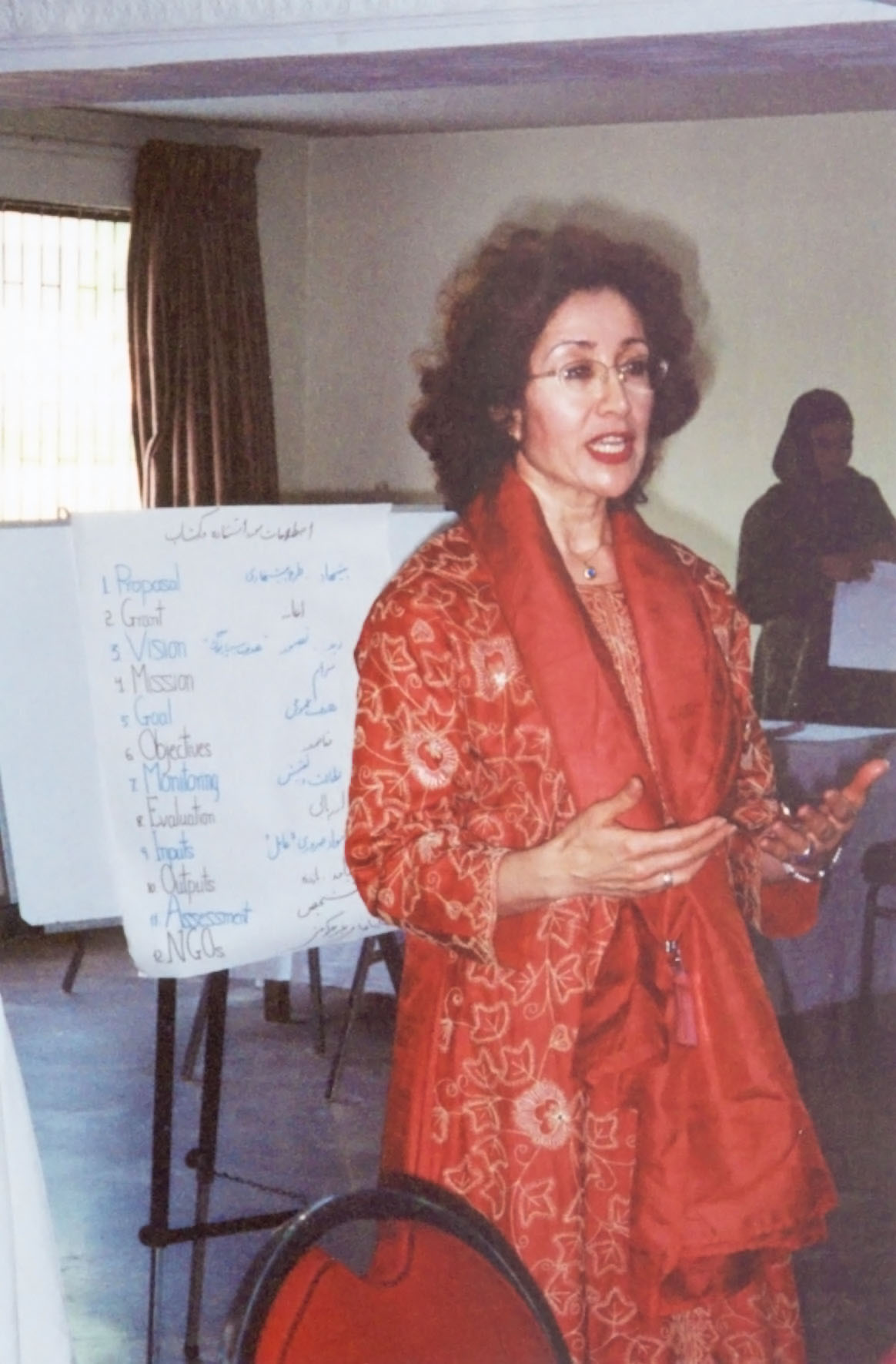
Sima Wali dirige un séminaire de formation pour les réfugiées afghanes dans un camp de Peshawar, au Pakistan, en 1998.

Elle meurt le 22 septembre 2017 à Falls Church, en Virginie, d'une atrophie multisystématisée à l'âge de 66 ans,.